# Hylodes caete
Hylodes caete é uma espécie de anfíbio anuro da família Hylodidae. O seu estado de conservação ainda não foi avaliado pela Lista Vermelha da UICN. Está presente no Brasil.